# نجم مظلم (ميكانيكا نيوتنية)
النجم المظلم هو جسم نظري يتوافق مع الميكانيكا النيوتنية بأنه يمتلك سرعة إفلات تساوي سرعة الضوء أو تتجاوزها بسبب كتلته الكبيرة. من غير الواضح ما إذا كان الضوء يتأثر بالجاذبية طبقًا للميكانيكا النيوتنية، لكنه إن كان قد سُرِّع كما في القذائف، فإن أي ضوء منبعث على سطح النجم المظلم ستحاصره جاذبية الأخير، جاعلةً إياه مظلمًا، وبذلك أصبح يُسمى بهذا الاسم. تشابه النجوم المظلمة الثقوبَ السوداء في النسبية العامة.

## تاريخ نظرية النجم المظلم

### جون ميشيل والنجوم المظلمة
في عام 1783، كتب الجيولوجي جون ميشيل رسالة إلى هنري كافنديش موجزًا فيها الخصائص المتوقعة للنجوم المظلمة، ونشرتها الجمعية الملكية في مجلد عام 1784. اعتقد ميشيل أنه حين كانت سرعة الإفلات على سطح النجم مساوية لسرعة الضوء أو أكبر منها، كان الضوء المتولد محاصرًا من قبل الجاذبية، وبذلك لم يكن النجم مرئيًا لعلماء الفلك البعيدين.
إذا كان نصف القطر لجسم كرويّ له نفس كثافة الشمس يزيد عن نصف قطرها بنسبة 500 إلى 1، فإن الجسم المنحدر من ارتفاع لانهائي نحوه سيكتسب سطحه سرعة أكبر من سرعة الضوء، ومن ثم بافتراض أن الضوء ينجذب بنفس القوة بالنسبة إلى قصوره الذاتي، مع أجسام أخرى، فإن كل ضوء منبعث من مثل هذا الجسم سيُعاد باتجاهه بفعل جاذبيته الخاصة. وهذا يفترض أن الجاذبية تؤثر في الضوء نفس تأثيرها في الأجسام الضخمة.
تنبأت فكرة ميشيل التي حسب من خلالها عدد النجوم «غير المرئية» بعمل الفلكيين في القرن العشرين: اقترح أنه بوسعنا أن نبحث عن أكبر كمية نجوم مزدوجة ممكنة ونفهرسها، ونحدد الحالات التي كان فيها نجم دائري واحد فقط مرئيًا، وذلك نظرًا إلى التوقع القائل إن نسبة معينة من أنظمة النجوم المزدوجة تحتوي على نجم واحد «مظلم» على الأقل. قد يقدم هذا أساسًا إحصائيًا لحساب كمية المواد النجمية الغيبية التي قد تكون موجودة بالإضافة إلى النجوم المرئية.

### النجوم المظلمة والتغيرات الجذبوية
أشار ميشيل أيضًا إلى أن الفلكيين في المستقبل قد يتسنى لهم تحديد الجاذبية السطحية للنجوم البعيدة عنهم بواسطة رؤيتهم لكمية البعد الذي انتقل فيه ضوء النجم إلى النهاية الأضعف للطيف، منذرًا بحجة أينشتاين في عام 1911 بخصوص تغير الجاذبية. ومع ذلك، ذكّر ميشيل بنيوتن قائلًا إن الضوء الأزرق كان أقل حيوية من الأحمر (ظن نيوتن أن جسيمات هائلة أكثر كانت مرتبطة مع أطوال موجية أكبر)، لذا تنبأ ميشيل بأن التغيرات الطيفية كانت في المسار الخاطئ. من الصعب تحديد ما إذا كان استشهاد ميشيل الدقيق بموقف نيوتن في هذا قد أدى إلى عدم الاقتناع بدور ميشيل في تحديد هل نيوتن صائبًا أم أنها كانت دقة أكاديمية فقط.

### النظرية الموجية للضوء
في عام 1796، دعم الرياضيّ بيير سيمون لابلاس الفكرة نفسها في طبعتي كتابه معرض العالم الأولى والثانية، بشكل مستقل عن فكرة ميشيل.
بسبب تطور النظرية الموجية للضوء، ربما أزال لابلاس الفكرة من طبعات كتابه اللاحقة، حين أصبح يعتبر أن الضوء موجة ليست لها كتلة، ومن ثم لا تتأثر بالجاذبية، ودحض الفيزيائيون الفكرة مع أن الفيزيائي والرياضي والفلكي الألماني يوهان جورج فون سولدنر استمر بنظرية الانبعاث لنيوتن حتى نهايات عام 1804.

### الإشعاع غير المباشر
لدى كل من النجوم المظلمة والثقوب السوداء سطح لسرعة الإفلات مساوِ لسرعة الضوء أو أكبر منها، ونصف قطر حساس r ≤ 2M.
على أي حال، يستطيع النجم المظلم أن يبعث إشعاعات غير مباشرة؛ يستطيع الضوء والمادة المنبعثان إلى الخارج مغادرة السطح ذي الـ r = 2M لفترة وجيزة قبل أن تتم استعادتهما، وفي الوقت هذا، يستطيعان التفاعل مع مواد أخرى، أو يجري تسريعهما بعيدًا عن النجم من خلال تفاعلات كهذه. بناء على ذلك، يصبح لدى النجم المظلم غلاف جوي متخلخل «للجسيمات الزائرة»، وتصبح هذه الهالة الطيفية من المادة والضوء قادرة على الإشعاع، وإن كان بشكل ضعيف. كما أن السرعات الأكبر من سرعة الضوء ممكنة في الميكانيكا النيوتنية، فمن المحتمل أن تفلت الجسيمات أيضًا.

## مقارنات مع الثقوب السوداء
تأثيرات الإشعاع
قد يبعث النجم المظلم إشعاعات غير مباشرة كما ذُكر أعلاه. تبعث الثقوب السوداء كما هو موصوف في النظريات الحالية المتعلقة بميكانيكا الكم إشعاعًا من خلال عمليات مختلفة، وهو إشعاع هوكينغ، الذي افتُرض لأول مرة في عام 1975. يعتمد الإشعاع المنبعث من النجم المظلم على بنيته وتركيبه؛ يُعتقد أن إشعاع هوكينغ، وفقًا لنظرية اللاشعر، يعتمد على كتلة الثقب الأسود وشحنته وزخمه الزاوي مع أن مفارقة معلومات الثقب الأسود هي المسؤولة عن جعل هذا الموضوع مثيرًا للجدل.
آثار الانحناء الخفيفة
إذا كان في الفيزياء النيوتنية انحراف جذبوي للضوء (نيوتن، كافنديش، سولدنر)، فإن النسبية العامة تتنبأ بضعفَي مقدار الانحراف في شعاع ضوئي يكشط الشمس. يمكن تفسير هذا الاختلاف بواسطة مساهمة انحناء الفضاء الإضافية على ضوء النظرية الحديثة: في حين تماثل الجاذبية النيوتنية المكونات المكانية الزمانية لموتر انحناء ريمان في النسبية العامة، يحتوي موتر الانحناء على مكونات مكانية بشكل بحت، ويساهم شكلا الانحناء في الانحراف الكلي.